# Comptonův jev
Comptonův jev (někdy také Comptonův rozptyl) je fyzikální děj, při kterém se při interakci elektromagnetického záření s atomy pevné látky mění vlnová délka záření v důsledku předání části své energie atomům nebo jejich elektronům. Experimentální důkaz tohoto jevu sloužil jako jeden ze základních argumentů pro vlnově-korpuskulární charakter světla a elektromagnetického záření celkově.

## Historie
Jako první publikoval pozorování tohoto jevu Arthur Holly Compton v roce 1923 a roku 1927 za jeho teoretické zdůvodnění a další výzkum v tomto oboru získal i Nobelovu cenu za fyziku.
Compton při svých pokusech nechal dopadat rentgenové záření o energii 17,8 keV na uhlíkovou destičku a měřil energii odražených fotonů v závislosti na úhlu odrazu. Změřená spektra vykazovala přitom podobný tvar jako původní záření, ale byla energeticky posunuta k větším vlnovým délkám - měla tedy nižší energii než původní budící rentgenové záření.
Compton použil energetické záření a považoval elektrony v látce jako volné částice. Pokud je ale použito nízkoenergetické záření, jev vykazuje i charakter ionizace.

## Zdůvodnění jevu a matematický popis

Schematické znázornění Comptonova jevu.

Záření s vysokou energií (řádově několik keV) při průchodu prostředím tvořeným lehkými atomy (tj. s nižšími protonovými čísly) podléhá typu absorpce, zvanému Comptonův jev (Comptonův rozptyl, kvantový rozptyl).
Při tomto typu absorpce narazí foton záření gama nebo rentgenového záření na elektron, který uvolní z jeho dráhy. Foton přitom ztratí pouze určitou část své energie, změní směr pohybu a pokračuje dál jako rozptýlené záření o větší vlnové délce. Čím víc energie získal elektron od fotonu, tím méně je odchýlen od původního směru pohybu fotonu. Foton v tomto případě změní svůj směr o větší úhel. Při předání menší části energie je tomu naopak: odchýlení dráhy elektronu (po srážce s fotonem) od původního směru fotonu je větší, odchýlení fotonu je menší.
Při Comptonově jevu se tedy počet fotonů nemění, fotony se pouze rozptylují z původního směru, ztrácejí část své energie a zvětšují svoji vlnovou délku.
Uvažujme takové uspořádání experimentu, kdy na elektron, který je v klidu dopadá foton (tedy elektromagnetické záření).
Energii dopadajícího fotonu lze vyjádřit jako
{\displaystyle E=h\nu },
kde {\displaystyle h} je Planckova konstanta a {\displaystyle \nu } je frekvence, a jeho hybnost je rovna
{\displaystyle p_{\nu }={\frac {h\nu }{c}}},
kde {\displaystyle c} je rychlost světla.
Podle zákona zachování energie se změna energie fotonu během srážky rovná změně (tedy přírůstku) kinetické energie elektronu, tzn.
{\displaystyle h\nu -h\nu ^{\prime }=E_{k}}.
kde {\displaystyle \nu } je frekvence dopadajícího fotonu, {\displaystyle \nu ^{\prime }} je frekvence fotonu po srážce a {\displaystyle E_{k}} je kinetická energie elektronu po srážce (kinetická energie elektronu před srážkou je na základě předpokladu o uspořádání experimentu nulová).
K výpočtu energie elektronu musíme použít relativistický vztah, neboť po srážce se elektron bude pohybovat rychlostí blízkou rychlosti světla. Celkovou energii elektronu po srážce lze vyjádřit jako
{\displaystyle E={\sqrt {m_{0}^{2}c^{4}+p^{2}c^{2}}}},
kde {\displaystyle m_{0}} označuje klidovou hmotnost částice a {\displaystyle p} je hybnost elektronu po srážce. Klidová hmotnost fotonu je nulová, klidová hmotnost elektronu je {\displaystyle m_{e}}.
Protože před srážkou byla rychlost elektronu nulová, je energie elektronu před srážkou rovna {\displaystyle E_{0}=m_{e}c^{2}}. Po srážce je celková energie elektronu rovna klidové energii {\displaystyle E_{0}} zvětšené o energii {\displaystyle E_{k}} získanou od fotonu, tzn. {\displaystyle E=m_{e}c^{2}+E_{k}}. Dva předcházející vztahy dávají dohromady relaci
{\displaystyle E=m_{e}c^{2}+E_{k}={\sqrt {m_{e}^{2}c^{4}+p^{2}c^{2}}}}
Za kinetickou energii dosadíme {\displaystyle h\nu -h\nu ^{\prime }}, čímž dostaneme po úpravě výraz
{\displaystyle p^{2}c^{2}=h^{2}(\nu ^{2}+{\nu ^{\prime }}^{2}-2\nu \nu ^{\prime })+2h(\nu -\nu ^{\prime })m_{e}c^{2}}
Podle zákona zachování hybnosti musí platit
{\displaystyle {\vec {p_{\nu }}}={\vec {p_{\nu ^{\prime }}}}+{\vec {p}}}
a poněvadž {\displaystyle {\vec {pc}}={\vec {h\nu }}}
{\displaystyle {\vec {\frac {h\nu }{c}}}={\vec {\frac {h\nu ^{\prime }}{c}}}+{\vec {p}}},
kde {\displaystyle {\vec {p_{\nu }}}={\vec {\frac {h\nu }{c}}}} je vektor hybnosti dopadajícího fotonu, {\displaystyle {\vec {p_{\nu ^{\prime }}}}={\vec {\frac {h\nu ^{\prime }}{c}}}} je vektor hybnosti fotonu po srážce a {\displaystyle {\vec {p}}} je hybnost elektronu po srážce, přičemž se vychází z předpokladu, že na základě uspořádání experimentu lze hybnost elektronu před srážkou položit rovnu nule.
Označíme-li {\displaystyle \theta } jako úhel mezi směrem dopadajícího a rozptýleného paprsku, tzn. úhel mezi vektory {\displaystyle {\vec {p_{\nu }}}} a {\displaystyle {\vec {p_{\nu ^{\prime }}}}}, můžeme předchozí vztah upravit na tvar
{\displaystyle p^{2}c^{2}=h^{2}(\nu ^{2}+{\nu ^{\prime }}^{2}-2\nu \nu ^{\prime }\,\cos \theta )}
Kombinací vztahů získaných ze zákona zachování energie a zákona zachování hybnosti pak plyne
{\displaystyle m_{e}c^{2}(\nu -\nu ^{\prime })=h\nu \nu ^{\prime }(1-\cos \theta )}
Pomocí vlnové délky [{\displaystyle c=\lambda \nu }] lze tento vztah přepsat
{\displaystyle m_{e}\left({\frac {c}{\lambda }}-{\frac {c}{\lambda ^{\prime }}}\right)={\frac {h}{\lambda \lambda ^{\prime }}}(1-\cos \theta )}
Veličina {\displaystyle \Delta \lambda =\lambda ^{\prime }-\lambda } se nazývá Comptonův posuv a lze ji vyjádřit jako
{\displaystyle \Delta \lambda =\lambda ^{\prime }-\lambda ={\frac {h}{m_{e}c}}(1-\cos \theta )}
Tento vztah je označován jako Comptonova rovnice. Veličina {\displaystyle {\frac {h}{m_{e}c}}=2{,}43\times 10^{-12}\,{\mbox{m}}} se nazývá Comptonova vlnová délka.
Podle Comptonovy rovnice dochází k největší změně vlnové délky pro úhel rozptylu {\displaystyle \theta =\pi }, tzn.
{\displaystyle \Delta \lambda =2{\frac {h}{m_{e}c}}}
Comptonův jev prokázal, že foton má nejen energii, ale také hybnost, tzn. prokázal částicovou povahu elektromagnetického záření.
Míra rozptylu závisí na polarizaci záření.

## Inverzní Comptonův jev
Inverzní Comptonův rozptyl je obrácený jev. Lze jej popsat jako Thomsonův rozptyl v klidové soustavě.